# パリ改造

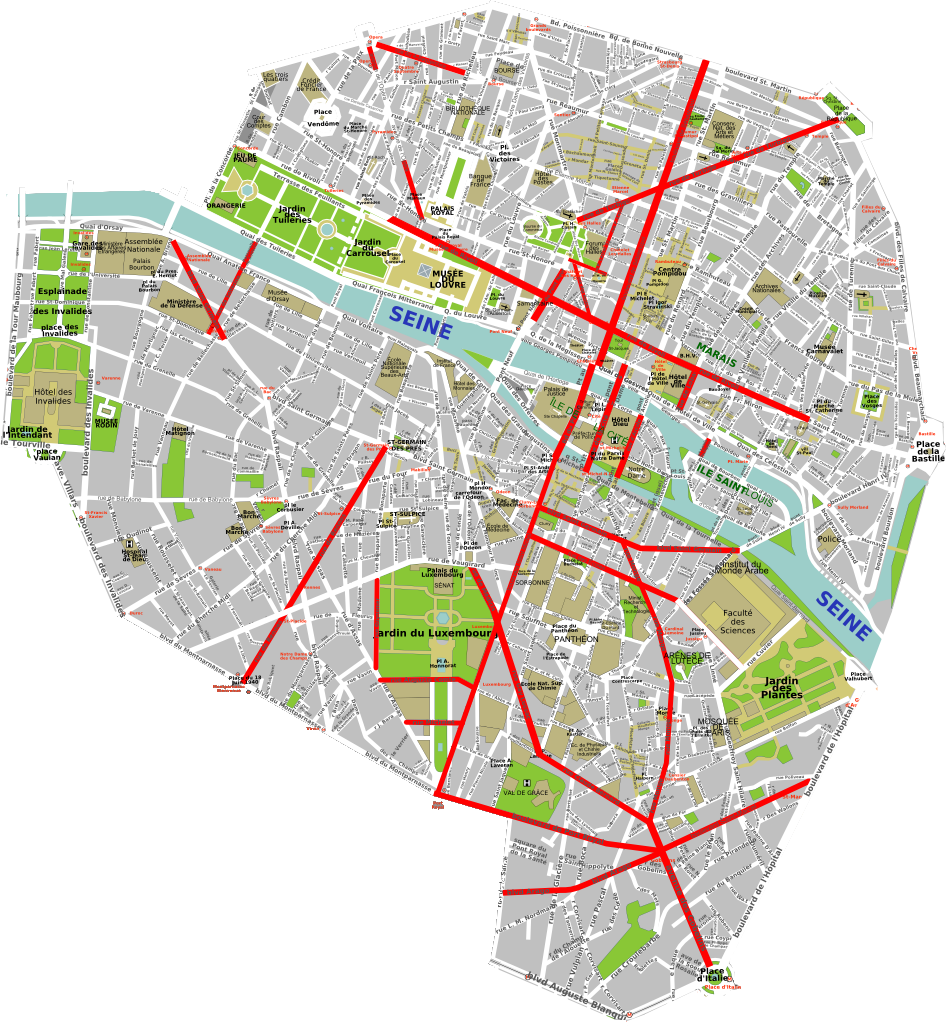
パリ改造計画

パリ改造（パリかいぞう）は、第二帝政時の19世紀、セーヌ県知事のジョルジュ・オスマンが取り組んだフランス最大の都市整備事業である。 
ジョルジュ・オスマンの名をとり、「travaux haussmanniens」とも呼ばれる。

## 概要

### 背景

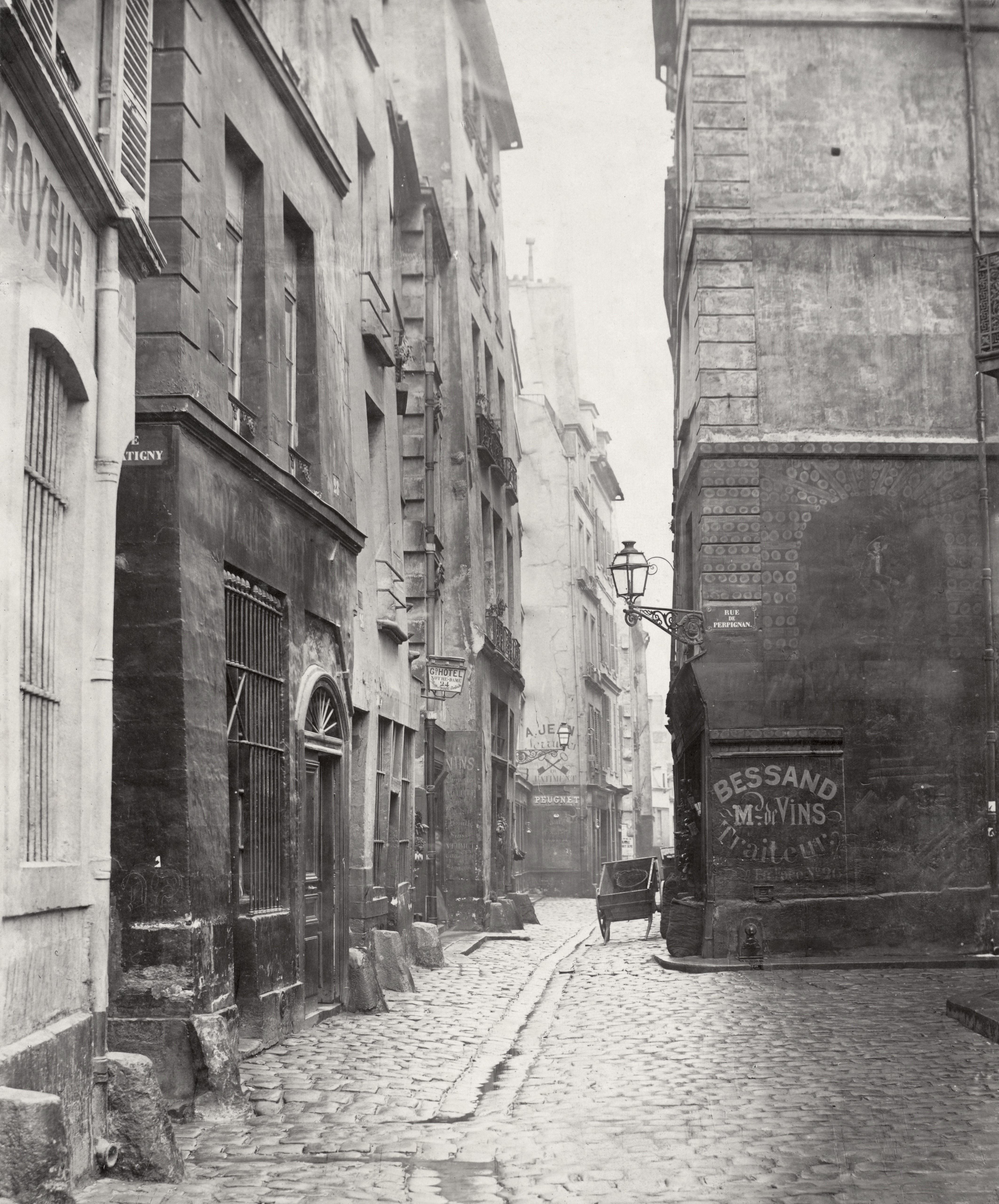
19世紀半ばすぎのパリのシテ島、Hôtel-Dieu de Paris付近の様子。道がかなり狭く、道の両側には多層の建物が建ち、中層以下には太陽の光は直接はほとんど当たらず、風通しが悪く、糞や汚物の臭いがたちこめていた。道の中央あたりに一応、小さな溝が作ってあるのが見えるが、溝は細くて浅いものなので、糞や汚物などが容易に詰まって溜まってしまったり、周囲の道路まで溢れてしまい、歩行者の靴や足にまでそれが付き、臭くて住民を悩ませ、（糞や汚物は細菌も含み）非常に不衛生で、病気や疫病の原因となった。

19世紀半ば頃までのパリは生活環境・都市衛生は極めて劣悪だった。暗く、風通しが悪く、非常に不衛生で、病気や疫病が蔓延する街だった。
当時のパリは建物と建物の間隔が狭く、細い道ばかりで、その細い道の両側に多層階の建物が建てられているので中層から低層にかけては光が当たらず、風通しが悪く、悪臭が立ち込めていた。細い道は、一応はパヴェ（フランス語：Pavé 、石畳）で舗装がなされているものも多かったが、当時のパリでは豚が放し飼いにされている状態であったし、住民は日々の生活で出る生ごみや汚物を通りに投げ捨てるため、道の（中央の）窪みや溝（屋根に降った雨水が道に落ちたものを流すために作られたもの）には、実際には、雨水だけでなく、動物の糞・廃棄物・汚物などが流れ込み溜まり、うまく流れても溝を伝って低いほうへと汚物が街中を流れてセーヌ川へと流れ込み、セーヌの水も汚染した。また、パリの住民はその川の水を飲料水などに使用していた。そして、19世紀半ばのパリでは急激な人口の増加があった。19世紀当時は工業都市に仕事を求めていくことが一般的であったが、産業革命などの動きが本格的になっていた政治中心都市のパリにもフランス国内から仕事を求めて移住する人が急激に増えた。人口が増えると同時に人口密度も高まっていった。そのため、一人当たりの居住面積は10㎡にも満たない状況であった。また、科学的に一人当たり12㎡から14㎡の空気が健康的な生活を送るために必要とされていたが、当時のパリはせいぜい3㎡から4㎡の空気の中で暮らしていた。このような人口増加・人口密度の高まりに加えて、パリの街並みの不衛生な環境が重なったことによりパリ中で疫病（コレラ）が広がった。このコレラ襲撃により多数の死者が出てしまい、王政は都市計画に本腰を入れることとなった。

### 対策
オスマンは1853年から1870年まで17年にわたってセーヌ県知事を務めたわけだが、ナポレオン3世の構想に沿って大規模な都市改造を企てた。改造では、パリの衛生状態を良くすること、またそのために光と風を入れることも目的として掲げられた。オスマンは街路を計画するとき3つの原則を掲げた。
- 古い街路を拡幅し、直線化を図る。
- 幹線道路は複線化によって交通循環を容易にする。
- 重要拠点は斜交路によって接合する。

そして、セーヌ川に平行または垂直な基盤目模様の街路と同心円状のバイパスとを繋げ、都市部から新街区に延びていく斜交路を重ねることによって、パリの街並みとして有名なエトワール広場から外側を同心円状の道路が走り、そこから12本の道がほぼ同一の角度で放射状に出ている形が出来上がった。
また、オスマンは都市景観へのこだわりがあり、それを象徴するのがシュリー橋である。この橋はナポレオン3世との間で大きく意見の相違があったところである。ナポレオン3世はサン・ルイ島と左岸を結ぶ橋についてセーヌ川に対して垂直に整備する考えを持っていたのに対して、オスマンはセーヌ川に対して斜めに架かる橋は落ち着きが悪いとし、その橋はサン・ジェルマン通りとアンリ4世通りの延長上に整備すべきであるとの考えを持っていた。そうすることによって、バステイーユ広場の7月の塔とパンテオンのドームが一直線上に見ることができ、都市景観の統一性が保たれることになった。また、計画街路に面している建築物に対しても色や形の統一性が図られた。そして、街区の内側に中庭を設けて緑化を行い、開放的で衛生的な街を整備した。それを実現するためにスクラップアンドビルドという手法を取り入れ、計画地にある建物を強制的に取り壊した。
都市整備により経済を活性化するとともに、迷宮のようなスラムを取り壊し、そこに住む人々を立ち退かせてしまおう、という目的も実はあった。これは産業革命後の経済界の要請にも沿うものであった。パリ改造は近代都市計画・建築活動に大きな影響を与え、近代都市のモデルとして見做された。

## 詳細

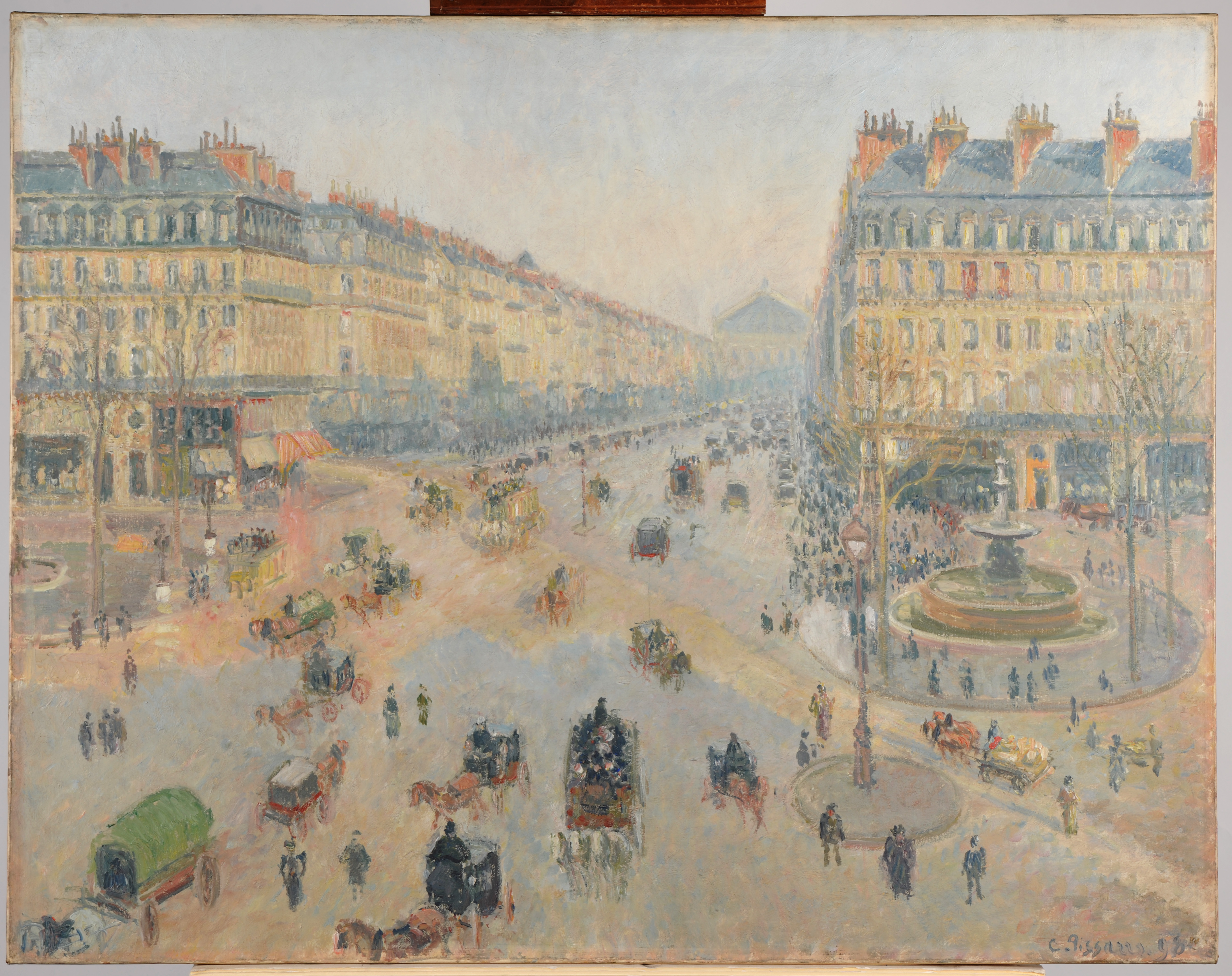
オスマンによるパリ改造の成果の例。オペラ通り。通りの幅員が大胆に広げられ、陽の光が歩道まで届き、さわやかな風が吹き抜けるようになった。

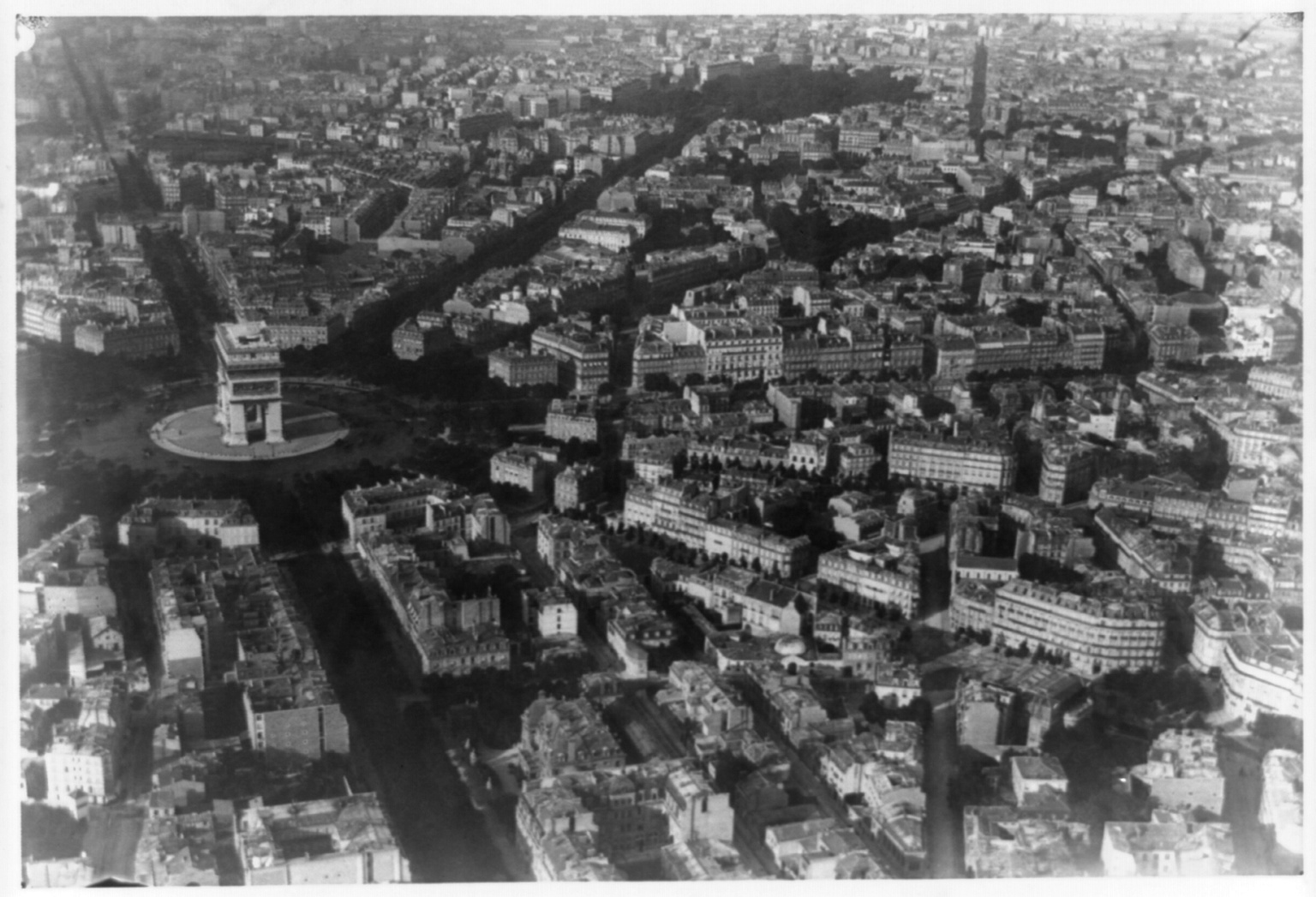
エトワール凱旋門界隈の広く直線的な大通り

エトワール凱旋門から放射状に並木が配されたアヴェニューと呼ばれる広い12本のブールヴァール（大通り）を作り、中世以来の複雑な路地を整理した。オスマンの計画によって破壊されたパリの路地裏面積は実に7分の3に上ったという。このようにして交通網を整えたことで、パリ市内の物流機能が大幅に改善された。また、二月革命で反政府勢力を助けた複雑な路地がオスマンの都市改造によって大方なくなったため、反乱が起こりにくくなった。現在では観光名所として名高いノートルダム大聖堂などがあるセーヌ川の中州に位置するシテ島は、19世紀当時においては貧民層が集まっていたが、ここもオスマンによって改善され、パリの清潔な空間の一部となった。
また、上下水道を施設し、学校や病院などの公共施設などの拡充を図った。上下水道の施設や、学校における教育により、衛生面での大幅な改善がみられ、当時流行していたコレラの発生をかなりの程度抑えることになった。
パリ改造を通して市街地がシンメトリーで統一的な都市景観になるよう、様々な手法を取った。例えば、（道路幅員に応じて）街路に面する建造物の高さを定め、軒高が連続するようにしたほか、屋根の形態や外壁の石材についても指定した。さらに当時名を馳せた建築家を登用してルーヴル宮やオペラ座（1874年竣工）などの文化施設の建設も進めた。大通りに並ぶ街灯の数も増やされ、パリ万国博覧会で訪れた日本人もその風景をたたえている。

### 超過収用
街路の整備にあたって超過収用の手法が取られた。当時の法令によれば、道路建設で土地収用（公共事業に必要な土地を、補償を行ったうえで強制的に公有化すること）が認められるのは、道路に必要な部分のみであるが、パリ改造では道路に加え、（条件付きではあるが）その沿道の土地も収用できる規定を適用した。そして街路や区画を整備した後、資産価値の上がった沿道の土地を売却し、事業資金に充てた。これは開発利益を還元する手法である。

## 評価
こうした一連の改造はHaussmannisation（オスマニザシオン=オスマン化）」とも称された。整備されたパリの街は「世界の首都」と呼ばれるようになり、フランス国内にとどまらず各国における都市建設の手本とされた。首都の大規模な改造は、ナポレオン3世の威光を高めることにつながり、当時の政権の寿命を延ばしたといえる。
パリ改造は混乱した社会状況を受け、それに対して極めて合理的にその解決を行ったと考えれば、まさに近代的都市計画の出発点と呼ぶに相応しいものだと評価できる。一方、スイスの建築史家ジークフリート・ギーディオンはその著書『空間・時間・建築』のなかで、改造後のパリの街を「まるで衣装棚のように、画一的な大通りの裏側にあまりにもひどい乱雑さが隠されている」と批判している。
この大規模な都市改造は反面、都市としての防御力をなくしてしまうことになり、普仏戦争ではパリを防衛することが出来なくなり敗戦する原因となった。スラムを一掃したことは下町の自治共同体を解体することにもなり、パリ市民は現代のように隣の住民の顔も知らないような住民ばかりになり、多くのコミュニティが破壊された。さらに、オノレ・ド・バルザックやアレクサンドル・デュマ・ペール、ヴィクトル・ユーゴーらの文学者が作品において描写した当時のパリの街並みが失われたことから、これらの作品の内容を理解することが難しくなった。